# Thorkild Henningsen
Thorkild Gustav Henningsen (7. februar 1884 i København – 27. januar 1931 i København) var en dansk arkitekt, der arbejdede i overgangstiden mellem nyklassicisme og funktionalisme. Han var en ven af PH og var en af kritikerne bag det kulturradikale tidsskrift Kritisk Revy.

## Liv og værker
Thorkild Henningsen var elev på Det tekniske Selskabs Skole og på Gustav og Sophus Vermehrens malerskole. Han blev september 1903 optaget på på Kunstakademiet i den almen forberedende klasse, hvor han var elev frem til efteråret 1905. Dette år skiftede han til den almene forberedende klasse for malere, men i protest mod den akademiske uddannelse færdiggjorde han ikke uddannelsen.
I stedet blev han elev af professor H.B. Storck, og arbejdede i en priode på Heinrich Wencks tegnestue, hvor han bl.a. var tegner på Centralpostbygningen. Hos Wenck, hvor der kulturelt og åndeligt var frirum og højt til loftet, mødte Henningsen en række danske arkitkter bl.a. Povl Baumann, Hans Koch og Carl Petersen. Disse kom sammen med Ivar Bentsen til at repræsentere en banebrydende bevægelse i 1900-tallets danske arkitektur.
Sammen med disse andre arkitekter, hvoraf flere ligesom ham selv var droppet ud af Akademiet, var Henningsen medstifter af Den frie Architektforening i 1909. Henningsen opholdte sig i Frankrig i perioden 1912 til 1919. I starten arbejdede han på Viggo Dorph-Petersens tegnestue i Perpignan. Igennem Dorph-Petersen stiftede Henningsen bekendtskab med Jules Pams som Henningsen senere tegnede møbler til. I slutningen af 1. verdenskrig tjente Henningsen under den franske del af Røde Kors (Croix Rouge) ledet af Otto Zahle, hvor han bl.a. besøgte fangelejre.
Han var i begyndelsen involveret i bevægelsen Bedre Byggeskik, men bevægede sig i 1920'erne længere væk fra sammenslutningens dogmatiske og traditionsbundne nyklassicisme til fordel for funktionalismen. Samtidig indgik han i redaktionen af tidskriftet Kritisk Revy, der gjorde tykt nar af traditionalisterne. Hans hovedværk er Bakkehusene ved Bellahøj (sammen med Ivar Bentsen), og Henningsens største indsats som arkitekt ligger i realiseringen af de tanker om socialt boligbyggeri, særlig rækkehuse, og kom for mange til at stå som rækkehusets fader i Danmark. Inspirationen hertil hentede han, i øvrigt i et frugtbart samarbejde med Ivar Bentsen, fra de små traditionelle købstadshuse i Danmark, fra Heinrich Tessenows byggerier i Tyskland og fra bevægelsen bag haveboligen. De første, Bakkehusene, var stærkt præget af ældre dansk provinsbyggeri og ret traditionelt udformede – ganske enkle stokke med ensartet fagdeling. Boligtypen slog imidlertid hurtigt an, rækkehuse blev den store mode, og Henningsen fik talrige omfattende opgaver af samme karakter. Mere og mere frigjorde han sig fra det overleverede, og ved målbevidst arbejde skabte han stadig nye typer, der blev grundlaget for hele dette meget omfattende byggeri og indledede en ny tradition i dansk arkitektur. Hans arbejder er stærkt funktionsbestemte, deres ydre fremtræden i høj grad et produkt af typen, funktionsbestemte også på den måde, at han, skønt på mange måder stærkt knyttet til Frankrig, arbejdede meget realistisk med hjemlig teknik og hjemlige materialer, først og fremmest teglstenen. Men som den begavede arkitekt, han var, evnede han tillige at forme dem med en sikker beherskelse af helheden. Derudover var han stærkt interesseret i samarbejde mellem kunstarterne; meget ofte brugte han fx skulptur til facadeudsmykning. Han modtog i 1930 Eckersberg Medaljen, men døde pludseligt året efter. Hans tidlige død var et hårdt slag for PH, Ivar Bentsen og andre venner samt for dansk bygningskunst.
Det er en udbredt misforståelse, at Thorkild Henningsen og Poul Henningsen var nære slægtninge. De var dog nære venner, og PH's datter Bertha går så vidt som til at sige "den eneste gang, jeg har set min far græde, var den morgen, da der blev ringet, at Thorkild var død". Det var Thorkild Henningsen der præsenterede Poul Henningsen til sin ven Sophus Kaastrup Olsen, ejer og direktør af Louis Poulsen & Co., som så satte i produktion de første PH-lamper.[kilde mangler]
Han blev gift 5. december 1919 i København med Grete Ewald, datter af forfatter Carl E. Ponsaing og Betty Ponsaing. Henningsen døde som 46-årig og blev begravet på Vestre Kirkegård i København.

## Udstillinger
- Charlottenborg Forårsudstilling 1908, 1924 og 1930
- Den frie architektfforenings udstilling 1915 i Kunstindustrimuseumet
- Kunstnernes Efterårsudstilling, dekoration af rum nr. 8 sammen med maleren Olaf Rude og dekoration af rum nr. 10 sammen med maleren Svend Johansen

## Værker
- Villa Ebbasgave, Gammel Strandvej 217, Tibberup (1919-20 sammen med Ole Falkentorp, nedrevet 1972), bygget for grosserer og belysningsarmaturer fabrikant (Louis Poulsen & Co.), Sophus Kaastrup Olsen
- Overretssagfører Gulmanns landsted, nu kursusejendom for Danske Bank, Gamlehave Allé, Ordrup (1920, sammen med Carl Brummer, præmieret af Gentofte Kommune)
- Husene Sømarksvej 27-28-29-30 i Studiebyen, Hellerup (1920-24, sammen med Ivar Bentsen)
- Dobbelthuse, Jægervangen, Gentofte (1921)
- Rækkehusbebyggelse, Bakkehusene, Hvidkildevej, Bellahøj (1921-23, sammen med Ivar Bentsen, præmieret af Københavns Kommune, fredet)
- 2- og 3-etagers længe, Store Bakkehuse Godthåbsvej 182-220 samt 260-270, Frederiksberg (1921-23, sammen med Ivar Bentsen)
- Hillerødhus, Hulgårdsvej 1-15, Brønshøj (1921-23, sammen med Ivar Bentsen, vinduer ændret)
- Ombygning af Frederiks Hospital til Kunstindustrimuseet (1921-26, sammen med Ivar Bentsen)
- Rækkehusbebyggelse, Sallingvej (1923)
- Rækkehusbebyggelse, Vanløse Allé, Vanløse (1923, præmieret af Københavns Kommune)
- Rækkehusbebyggelse, Hulgårdsvej, Bellahøj (1924)
- Rækkehusbebyggelse, Saltværksvej, Kastrup (1924)
- Rækkehusbebyggelse, Syrenstien i Vanløse (1924)
- Villa, Ehlersvej 13, Hellerup (1924)
- Vendsysselhus, Vendsysselvej 3-37 (1924-25) i Brønshøj
- Rækkehusbebyggelse, Sundvænget, Charlottenlund (1925-26, præmieret af Gentofte Kommune)
- Socialt boligbyggeri Fordreshus, Grøndalshus og Godthåbshus, Vanløse (1926-1929, sammen med Karl Larsen)
- Rækkehusbebyggelse, Bernstorffsvej (1927-28), Adolphsvej (1927-28) i Gentofte
- Rækkehusbebyggelse, Padborgvej (også kendt som Damvænget) 1-47, Rødovre (1928)
- Rækkehusbebyggelse, Fuglebakken på Frederiksberg (1928-29)
- Rækkehusbebyggelse, Mimosavej (1929)
- Karreen Østerbrogade 87-93/Urbansgade 1-5/Jacob Erlandsens Gade 2-4/Poul Henningsens Plads (1929, vinduer ændret)
- Villa, Kirkevænget 13, Valby (1930)[1]
- Karreen H.C. Ørsteds Vej 5-7, Frederiksberg (1930)
- 2- og 3-etagers længe, Østbanegade 33-43, Østerbro, København (1931, vinduer ændret)
- Karreen Strandboulevarden 8-18, København (1931)

### Skribentvirksomhed
- Kronik i Politiken 2. november, 1916: "En Hjemvendts Betragtninger, Sønderlæmmende kritik af Thorvald Jørgensens nye Christiansborg"
- Kronik i Politiken, 12. marts 1917: "Kristiansborg".
- Artikel i Kritisk Revy, "Maskekunst", juli (1926).
- Artikel i Kritisk Revy, "Orientering", juni (1927).